# Frontera Hidalgo
Frontera Hidalgo es una ciudad y cabecera de uno de los 122 municipios del estado de Chiapas, en el sureste de México, debe su nombre a que forma parte de la Frontera con Guatemala. Cubre un área de 106,8 km², a una altitud media de 60 m s. n. m.

## Historia
Frontera Hidalgo fue erigido en pueblo con el nombre de Frontera Díaz, en homenaje a Porfirio Díaz, por decreto del 30 de diciembre de 1898, promulgado por Francisco León, Gobernador Constitucional del Estado de Chiapas. Anteriormente, Frontera Díaz había sido colonia de la Agencia Municipal de Metapa, del departamento del Soconusco. El primer Ayuntamiento entró en funciones el 2 de abril de 1899, siendo encabezado por Salvador Mota, gestor de la formación del naciente pueblo. El 4 de julio de 1925, por decreto promulgado por Carlos A. Vidal, el pueblo de Frontera Díaz es descendido a la categoría de delegación del nuevo municipio de Suchiate. El 21 de agosto de 1929, el gobernador Raymundo E. Enríquez lo eleva nuevamente al rango de Municipio con el nombre de Frontera Hidalgo, en memoria de don Miguel Hidalgo y Costilla, iniciador de la Independencia de México.

## Turismo
Entre algunos de los atractivos turísticos de Frontera Hidalgo se encuentran sus márgenes del río Suchiate ya que cuenta con bellos paisajes naturales; se realizan las fiestas en honor del Señor de Esquipulas, Nuestra Señora de Guadalupe, San Isidro Labrador y San José. Se celebra aniversario cada 2 de abril con actividades socioculturales.